# 燒胎

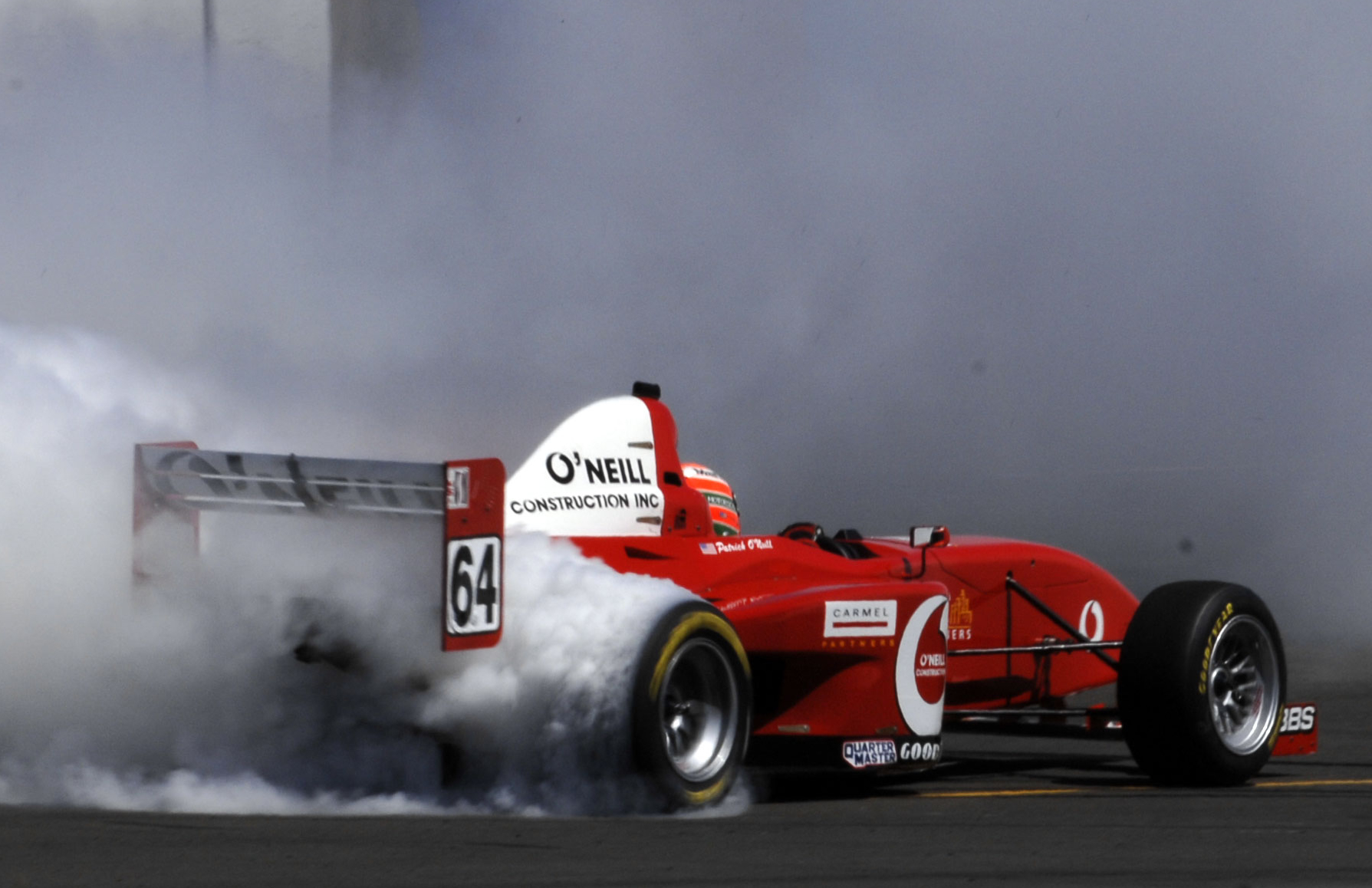
車手表演燒胎動作。

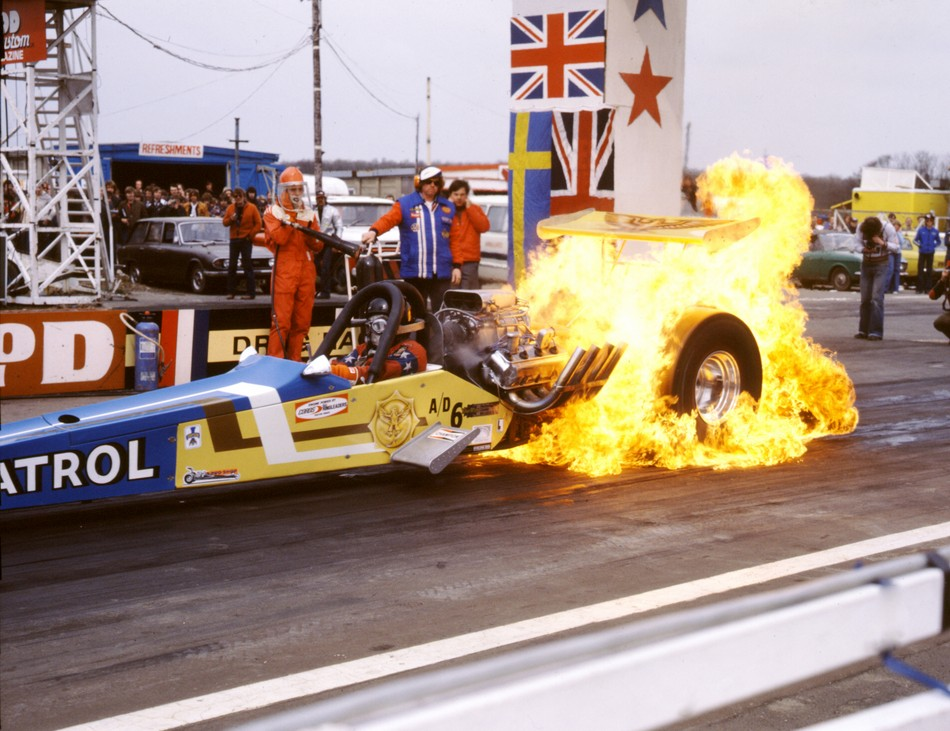
直線競速賽前的燒胎動作。

燒胎 （英文：Tyre burnout），是保持汽車於靜止狀態，但是輪胎（後胎）不停打轉的動作，通常出現於直線競速賽。車手藉以燒胎，使到輪胎不斷摩擦地面或者賽道，從而提升輪胎溫度來增加其抓住地面的能力，同時亦增加賽事的可觀性。燒胎動作會急遽地縮短輪胎的壽命，是以在一般合法賽事中，除非是於比賽後表演或者慶祝，否則基本上是無人使用。
於普通公路上，燒胎被多國禁止。在澳洲新南威爾斯，初犯的懲罰為充公犯事車輛3個月。2010年3月，一級方程式賽車車手劉易斯·咸美頓於墨爾本賽後表演燒胎，他的賽車亦被拘留。